# Kin Avia
Kin Avia
Kin Avia est une compagnie aérienne basée à Kinshasa, en République démocratique du Congo (RDC). Elle opère des vols locaux réguliers, principalement vers des destinations intérieures souvent difficiles d'accès par voie terrestre.
La compagnie figure sur la liste des transporteurs aériens interdits dans l'Union européenne.

## Historique
La compagnie a été fondée dans les années 2000 afin de répondre à un besoin croissant de transport aérien dans un pays à la géographie complexe, où les routes sont souvent impraticables ou inexistantes. Kin Avia s’est spécialisée dans le transport de passagers, de personnels de sociétés minières, d'ONG, et dans des missions humanitaires à travers la RDC.

## Flotte
En 2025, la flotte de Kin Avia se compose de quatre appareils adaptés aux conditions d'exploitation en milieux reculés : 
- 3 Let L-410 UVP-E : avions bimoteurs à turbopropulseurs, d'une capacité de 18 passagers.
- 1 Beechcraft 1900D : avion de 12 places, utilisé pour des vols VIP à travers le pays, sans escale[1].

## Incident
Le 16 juin 2021, un appareil de Kin Avia s’est écrasé à proximité de l’aéroport de Kavumu, dans le territoire de Kabare (province du Sud-Kivu), alors qu’il devait décoller à destination de Shabunda.
Selon le gouverneur de la province, Théo Ngwabidje, l’accident a coûté la vie aux trois personnes à bord — probablement des membres de l’équipage,.
Une enquête a été ouverte par les autorités aéronautiques congolaises pour déterminer les circonstances exactes de l’accident.

## Destinations
Kin Avia est actif dans plusieurs villes en République démocratique du Congo, notamment :
| Pays | Ville    | Aéroport                   | Notes | Références |
| ---- | -------- | -------------------------- | ----- | ---------- |
| RDC  | Bandundu | Aéroport de Bandundu (FDU) |       | [ 1 ]      |
| RDC  | Kikwit   | Aéroport de Kikwit (KKW)   |       | [ 1 ]      |
| RDC  | Matadi   | Aéroport de Matadi (MAT)   |       | [ 1 ]      |
| RDC  | Nioki    | Aéroport de Nioki (NIO)    |       | [ 1 ]      |